# Jean-Christophe Devaux
Jean-Christophe Devaux (Lyon, 16 de mayo de 1975) es un futbolista francés. Juega de defensa y su actual equipo es el Stade de Reims de la Championnat National de Francia.

## Clubes
| Club              | País    | Año       |
| ----------------- | ------- | --------- |
| Olympique de Lyon | Francia | 1994-1999 |
| Servette FC       | Suiza   | 1999-2000 |
| RC Strasburgo     | Francia | 2000-2007 |
| Stade de Reims    | Francia | 2007-2009 |

- Datos: Q3085652
- Multimedia: Jean-Christophe Devaux / Q3085652